# Derambila ansorgei
Derambila ansorgei är en fjärilsart som beskrevs av Louis Beethoven Prout 1930. Derambila ansorgei ingår i släktet Derambila och familjen mätare. Inga underarter finns listade i Catalogue of Life.